# Clarissa von Reinhardt
Clarissa von Reinhardt (* 1965) ist eine deutsche Hundetrainerin, Verlegerin von Hundebüchern und Ausbilderin für Hundetrainer.

## Leben
Clarissa von Reinhardt schloss 1991 eine Ausbildung als Tierarzthelferin ab. 1993 gründete sie die Hundeschule Animal Learn und 1996 ein Seminarzentrum, das Seminare zu Hundethemen ausrichtet. 1995 entwickelte sie einen Ausbildungslehrgang für Hundetrainer.
Seit 1998 leitet sie den Tierschutzverein Häuser der Hoffnung, der sich um Hunde, Katzen und Pferde kümmert. Sie entwickelte Konzepte für die Unterbringung von Hunden in Tierheimen und deren Vermittlung. Zu diesen Themen berät sie Einrichtungen im deutschsprachigen Raum und in den USA.
2001 gründete sie den Animal Learn Verlag, der weitgehend auf Bücher zu Hundethemen spezialisiert ist.
Clarissa von Reinhardt lehnt Starkzwang ab, darunter insbesondere Stachel- und Würgehalsbänder, Elektroreizgeräte, Leinenruck oder sonstiges Zubehör, das dem Hund ihrer Ansicht nach Schmerzen zufüge oder ihn verängstige.

## Schriften
- mit Martina Nagel: Stress bei Hunden. Animal Learn, Grassau 2003, ISBN 3-936188-04-1.

Italienisch: Lo stress nel cane. Haqihana Editore, Cormano 2003, ISBN 88-89006-03-X.
Schwedisch: Stressade hundar. Übersetzt von Görel Swedrup. ICA, Västerås 2005, ISBN 91-534-2553-7.
Niederländisch: Stress bij honden. Natural Dog Life, Eys 2006, ISBN 90-810256-1-9.
Englisch: Stress in dogs. Dogwise Publishing, Wenatchee, Washington 2007, ISBN 978-1-929242-33-7.
Russisch: Stress bei Hunden (Стресс у собак). Dogfriend Publishers, 2008, ISBN 978-3-9502645-1-7.
- mit Martina Scholz: Calming Signals. Workbook. Animal Learn, Bernau 2004, ISBN 3-936188-13-0.
- Das unerwünschte Jagdverhalten des Hundes. Animal Learn, Bernau 2005, ISBN 3-936188-23-8.

Englisch: Chase!: managing your dog's predatory instincts.  Dogwise Publishing, Wenatchee, Washington 2010, ISBN 978-1-929242-68-9.
- Welpen. Anschaffung, Erziehung und Pflege. Animal Learn, Bernau 2007, ISBN 978-3-936188-26-4.
- mit Petra Schmidt: Natürlich vegan. Ein Kochbuch für Genießer. Animal Learn, Bernau 2008, ISBN 978-3-936188-37-0.
- Leinenaggression. Mit ausführlichem Kapitel über die Leinenführigkeit. Animal Learn, Bernau 2008, ISBN 978-3-936188-45-5.
- mit Barry Eaton: In der Welt der Stille. Ein Ratgeber über taube Hunde. Animal Learn, Bernau 2010, ISBN 978-3-936188-53-0.
- mit Anders Hallgren: Abschied für länger. Über den Tod unserer Hunde. Animal Learn, Bernau 2010, ISBN 978-3-936188-54-7.

## Auszeichnungen

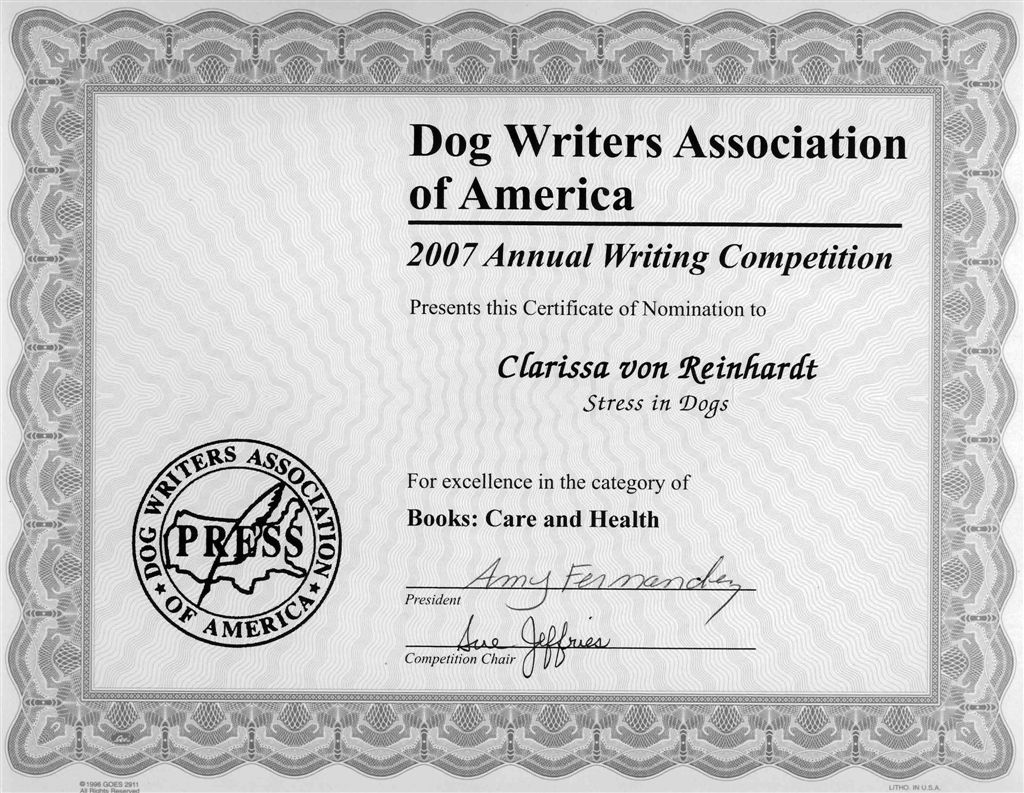
Auszeichnung Dog Writers Association of America

- Das Buch Stress in Dogs wurde 2007 von der Dog Writers Association of America in der Kategorie Care and Health ausgezeichnet.
- Das Kochbuch Natürlich vegan wurde 2010 durch die Tierrechtsorganisation PETA ausgezeichnet mit dem Preis Progress Award 2010 als bestes veganes Kochbuch.[1]